# 涌洞镇
涌洞镇，是中华人民共和国重庆市秀山土家族苗族自治县下辖的一个乡镇级行政单位。原为涌洞乡，2021年9月28日撤乡设镇。

## 行政区划
涌洞镇下辖以下地区：
新农村、凉河村、涌洞村、古田村、野坪村、河坝村、楠木村和川河村。